# Ерзурумська різанина

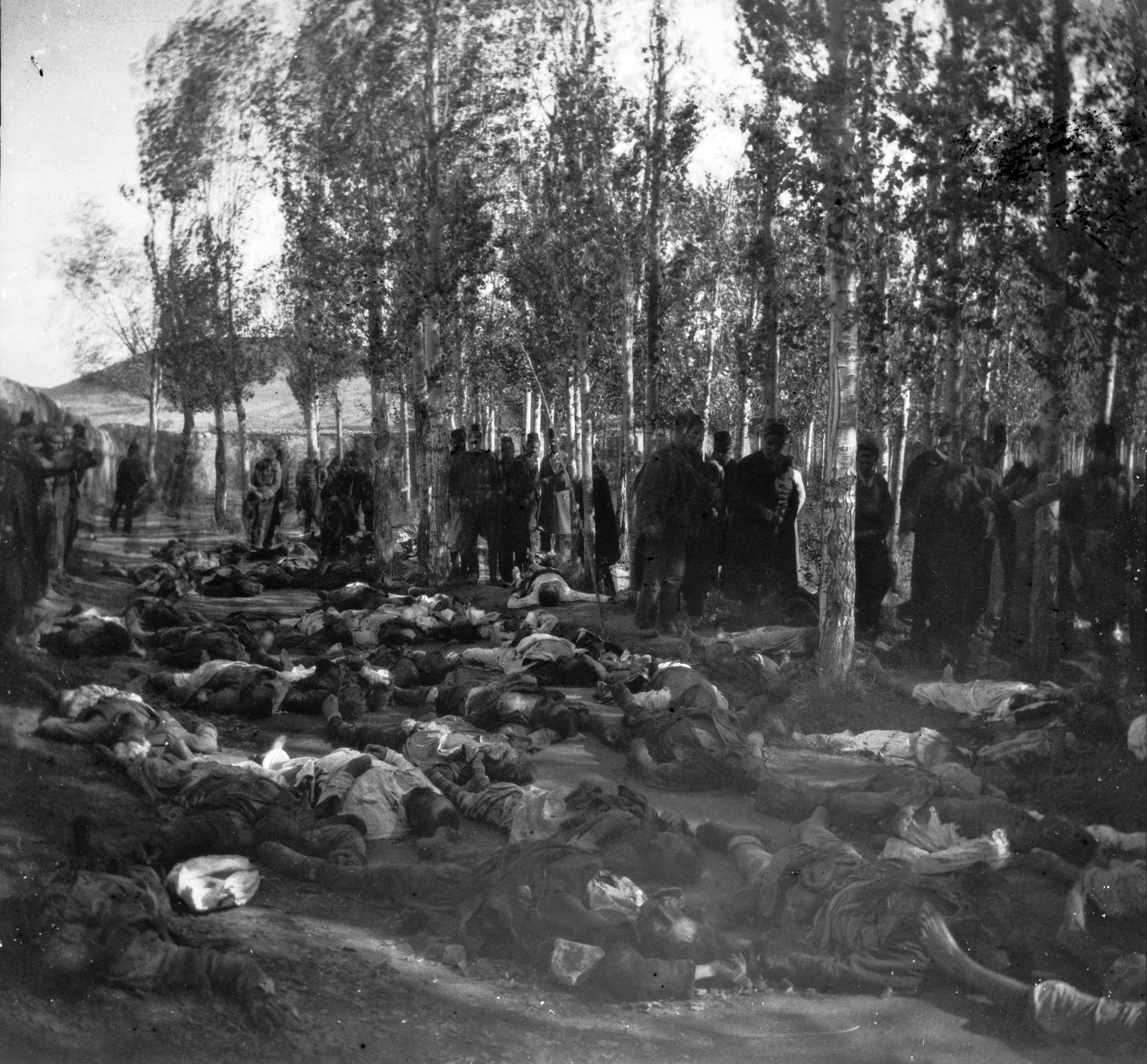
Ерзурумская різанина

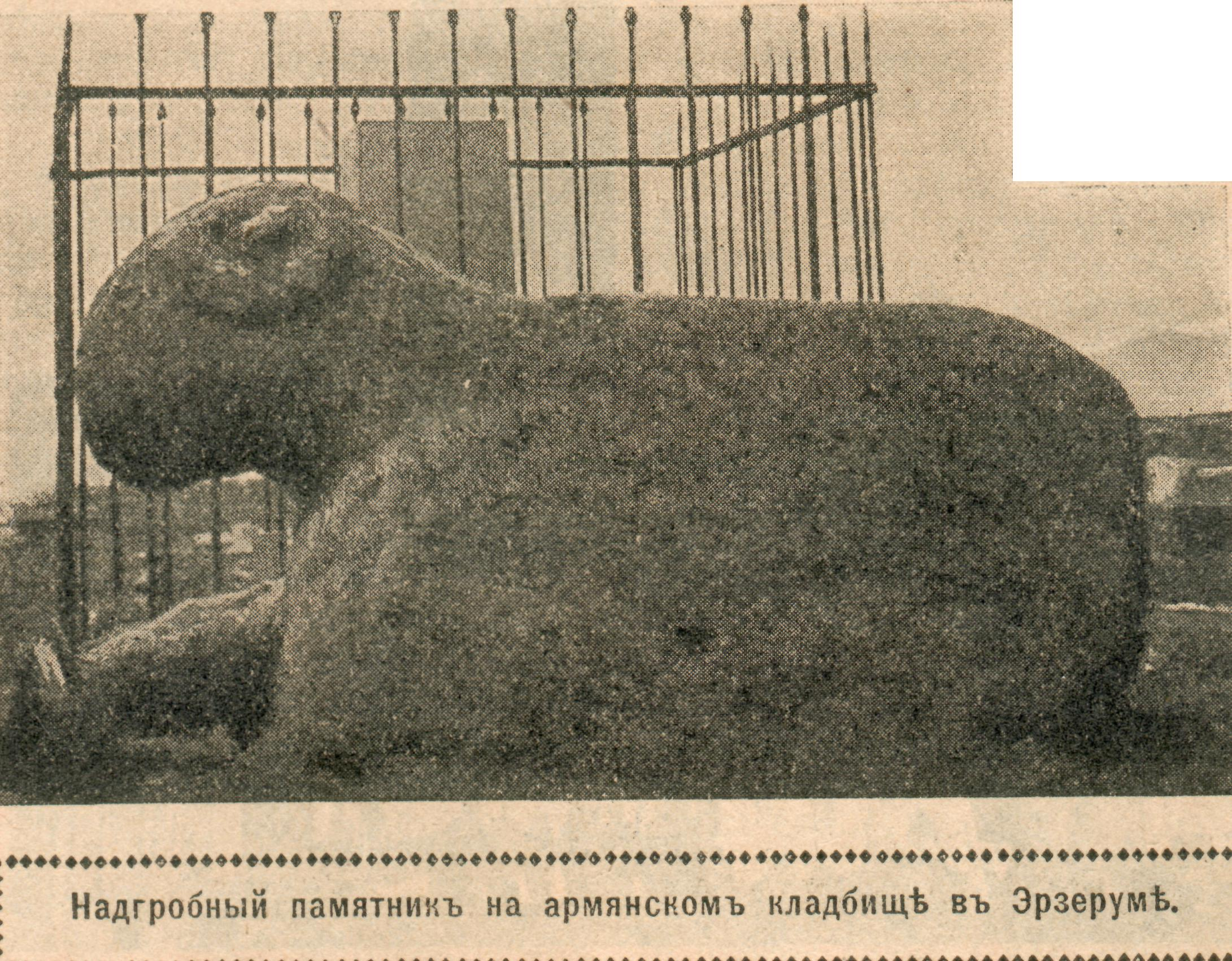
Надгробок на вірменському цвинтарі Ерзуруму, 1916

Ерзуру́мська різани́на (1895) — масові вбивства християнського населення, зокрема вірмен, що відбувалися в місті Ерзурум (Османська імперія). Здійснювалися османськими військовослужбовцями та місцевим османським населенням. Супроводжувалися пограбуваннями та мародерством.
«Більше 60 000 вірмен було вбито. У Трабзуні, Ерзурумі, Ерзінджані, Хасанкале та багатьох інших місцях християни були задавлені як виноград…».
30 жовтня 1895 британському консулу попалися в руки два листи, направлені одним османським солдатом своєму братові та батькам:
«Мій брат, якщо ви хочете знати новини, ми вбили 1 200 вірмен […]. Поранено 511 вірмен… Якщо вам цікаво, то жоден солдат або башибузук навіть не був поранений…». 